# Інтегроване моделювання нафтогазових родовищ

Petrel. Тривимірна геологічна модель (приклад).

Візуалізація пробурених свердловин в 3D вікні Петрель.

Інтегрована модель нафтогазового родовища — єдина цифрова модель родовища, що складається з пов'язаних моделей:
- продуктивного пласта,
- кольматаційної зони,
- свердловин (видобувних, нагнітальних),
- систем збирання та транспорту флюїдів на поверхні,
- первинної переробки флюїдів на промислі,
- економічної моделі.

Модель здійснює розрахунок кривої притоку флюїду, корегує дебіти свердловин і виконує вузловий аналіз.
За своєю суттю Інтегрована модель нафтогазового родовища є галузевим різновидом феноменологічної моделі.